# 国宝银行
國寶銀行（Abacus Federal Savings Bank）是美国的一家银行，1984年12月由纽约华人社区的商界领袖成立。 创始人的最初目的是为曼哈顿下城的移民和当地居民提供银行服务。随着中国移民人口在20世纪80年代和90年代的增长，该银行保留了其原有的目标，但规模和范围不断扩大。 国宝银行现有六个分支机构，覆盖纽约州、新泽西州和宾夕法尼亚州。 除了传统的银行服务外，它还通过其子公司提供保险和证券。其抵押贷款和其它服务延伸到美国的所有州。
国宝银行拥有一家全资保险子公司Abacus Insurance Agency Corp.（AIAC），该公司提供生命、健康、事故和年金保险服务。

## 起诉和免责
2012年5月，曼哈顿检察官办公室的纽约检察官以国宝银行于2005年至2010年间向房利美出售价值数亿美元的抵押贷款的罪名起诉了该银行及其19名雇员。该银行被指控伪造贷款申请，以便借款人有资格获得抵押贷款。 国宝银行表示，它发现了自身的不当行为，已向监管机构报告，并解雇了该雇员。它还表示，它没有涉及次级抵押贷款证券的欺诈性包装，并且案件违约率为0.5％，相当于全国平均水平的十分之一。
鉴于大银行所受到的待遇，检方的不合理性受到了各种媒体的质疑。记者马特·泰比在其2014年出版的书籍《鸿沟：财富差距时代的美国不公正》中批评了检方。
2015年6月3日和4日，纽约检察官对该银行及其前首席信用官及其前贷款主管提出的所有指控在纽约最高法院的陪审团审判中宣告无罪。同年9月9日，由于缺乏证据，法院驳回了其余被告的所有指控。
2017年9月11日，多伦多国际电影节首播的史蒂夫·詹姆斯的长篇纪录片《国宝银行：小到可以进监狱》讲述了这个故事。它于2017年9月12日在PBS前线播出。该电影被提名为2018年奥斯卡奖最佳纪录片。

## 进一步阅读
- Taibbi, Matt (2014). "Unintended Consequences" The Divide: American Injustice in the Age of the Wealth Gap. New York: Spiegel & Grau. ISBN 978-0-8129-9342-4. pp. 3–51.